# David Rittenberg
David Rittenberg (11 novembre 1906 - 24 janvier 1970) est un biochimiste américain, reconnu notamment pour ses travaux pionniers dans l'utilisation du marquage isotopique pour le suivi du métabolisme.

## Carrière
David Rittenberg est né à New York le 11 novembre 1906. Il soutient sa thèse de doctorat sur les équilibres chimiques impliquant les isotopes de l'hydrogène à l'université Columbia en 1934, puis poursuit ses études sur l'usage du deutérium en biologie sur la suggestion de son directeur de thèse Harold Clayton Urey, qui a reçu le prix Nobel de chimie en 1934 pour sa découverte du deutérium. Il publie en 1935 Deuterium as an indicator in the study of intermediary Metabolism avec Rudolf Schoenheimer, première publication sur l'usage du marquage isotopique dans l'étude du métabolisme.
Il poursuit dans cette voie, commence à utiliser d'autres isotopes (15N en 1937, puis 13C en 1940 et 18O en 1949), et construit un spectromètre de masse en 1937 pour faciliter ses études impliquant l'azote. À partir des années 1950, l'usage d'isotopes radioactifs commence à remplacer l'usage d'isotopes stables, en raison d'une part de leur plus grande disponibilité à l'issue de la guerre, et d'autre part de la facilité de leur suivi.
Il meurt le 24 janvier 1970 d'une maladie cardiaque, probablement due au rhumatisme articulaire aigu qu'il avait contracté dans sa jeunesse.

## Reconnaissance
David Rittenberg a reçu le prix Eli Lilly en biochimie de l'American Chemical Society en 1941, et il est élu à l'Académie nationale des sciences en 1953. Il est également fait membre honoraire du Weizmann Institute en Israël en 1967.